# Bractwo Okrętów Podwodnych
Bractwo Okrętów Podwodnych – stowarzyszenie założone w 1981 roku w Gdyni, skupiające sympatyków tego specyficznego typu oręża morskiego. Członkami stowarzyszenia są zarówno czynnie służący i byli marynarze okrętów podwodnych jak również sympatycy. Od początku istnienia głównym celem Bractwa jest propagowanie historii i tradycji polskich okrętów podwodnych, ich wojennych dokonań, specyfiki i niepowtarzalności służby.

## Powstanie
Zebranie inauguracyjne powołało do życia Bractwo Okrętów Podwodnych 2 lipca 1981 roku. Bractwo jako autonomiczny okręg weszło w struktury reaktywowanej 22 kwietnia 1981 r. Ligi Morskiej (obecnie Ligi Morskiej i Rzecznej) i pozostaje w tych strukturach do dziś jako Klub Ligi Morskiej i Rzecznej (zmiany statutowe Ligi wymusiły takie usytuowanie organizacyjne). Pierwszym prezesem Bractwa został wielki sympatyk okrętów podwodnych dr Jerzy Wnorowski – ówczesny Szef Katedry Kryminalistyki Uniwersytetu Gdańskiego.

## Bractwo w Międzynarodowym Stowarzyszeniu Podwodniaków
1 czerwca 2000 roku podczas 37. Międzynarodowego Kongresu Podwodniaków w Sankt Petersburgu (Rosja) Bractwo Okrętów Podwodnych zostało uroczyście przyjęte w poczet Międzynarodowego Stowarzyszenia Podwodniaków (ISA) – International Submariners Association.

### Międzynarodowe Stowarzyszenie Podwodniaków (ISA)
Inicjatorami zwołania pierwszego Międzynarodowego Spotkania Podwodniaków byli dwaj dowódcy okrętów podwodnych, weterani II wojny światowej: capitine de fregate (kmdr por.) Jean Blanchard (Francja) oraz korvettenkapitän (kmdr ppor.) Adalbert Schnee (Niemcy). Obaj marynarze doskonale znając okropności działań bojowych na morzu, dzięki swoim charakterom pokonali wrogość i nienawiść z okresu wojny, zostając przyjaciółmi. Stworzyli podwaliny wierności ideałom morskiego Międzynarodowej Społeczności Podwodniaków. Pierwsze spotkanie podwodniaków Francji i Niemiec odbyło się w 1962 roku w Paryżu. W roku następnym, również w Paryżu, spotkali się podwodniacy Francji, Niemiec i Włoch. Wkrótce do Organizacji przystąpiła Austria oraz Wielka Brytania. W 1999 do ISA przystąpiła Rosja. W roku 2000 dołączyły Polska, Chile, Norwegia i Ukraina. W 2001 roku Organizację zasiliły Izrael oraz Argentyna. W 2002 roku wstąpiła Australia, a następnie Peru, Turcja, Grecja, Japonia, Kanada oraz Chorwacja.
Organizacja nie posiada własnego Zarządu a jedynie honorowego prezydenta którym został James C.S. Blakely (Wielka Brytania). Kongresy organizowane są co roku (zwyczajowo koło maja) każdorazowo w innym kraju. Decyzję o miejscu (kraju) w którym będzie odbywać się kolejny kongres podejmuje Zebranie Przewodniczących Delegacji Narodowych w drodze głosowania w trakcie Kongresu na 3 lata do przodu potwierdzając to co roku.
Bractwo Okrętów Podwodnych po raz pierwszy zorganizowało 45. Międzynarodowy Kongres Podwodniaków w 2008 roku w Gdyni. Na Kongres przybyło ponad 300 delegatów z 13 krajów. Kolejny Kongres Bractwo planuje zorganizować w roku 2018 kiedy to 100-lecie powstania obchodzić będzie wspólnie polska Marynarka Wojenna oraz Liga Morska i Rzeczna.

### Symbol ISA

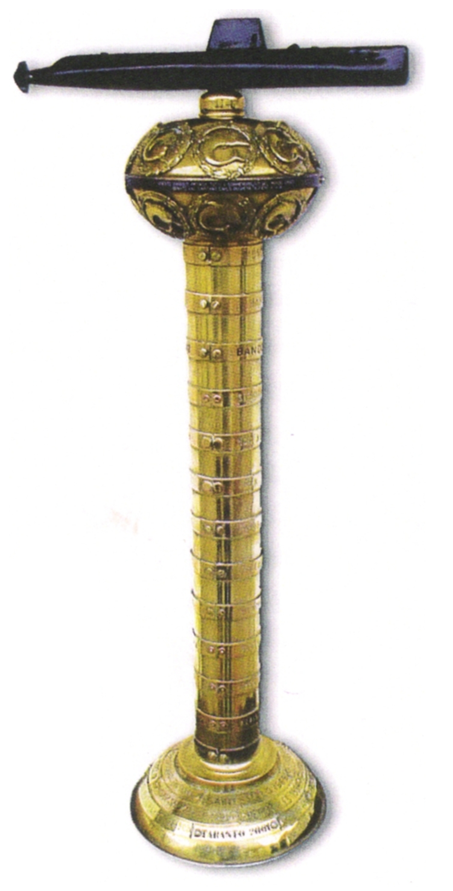
Wieża - przechodni symbol International Submariners Association

Symbolem Międzynarodowego Stowarzyszenia Podwodniaków jest „Wieża” datowana od początku Organizacji Międzynarodowych Kongresów Podwodniaków, tj. od roku 1962. „Wieża” jest zarazem przechodnim symbolem Organizacji przekazywanym co roku na zakończenie Kongresu delegatom kraju organizującym kolejny Kongres w roku następnym. Składa się z wielu części wykonywanych przez kolejne kraje – gospodarzy Kongresów. Trzon wykonali Francuzi, głowicę zwieńczającą trzon – Włosi, model okrętu podwodnego na głowicy oraz stopę – Francuzi. Każdy kolejny kraj, który organizuje Kongres w danym roku a zarazem posiada i chroni przechodnią „Wieżę” umieszcza na niej tabliczkę pamiątkową z miejscem i rokiem Kongresu. W roku 2007 W Cherbourgu (Francja) organizatorzy wykonali dodatkowy pierścień dodany do stopy „Wieży” w celu zwiększenia miejsca do umieszczania kolejnych tabliczek. Na „Wieży” do dziś umieszczono już 51 tabliczek pamiątkowych – miejsc organizacji Kongresów.

### Kongresy ISA
- 1962: 1 Międzynarodowy Kongres Podwodniaków Francja – Paryż
- 1963: 2 Międzynarodowy Kongres Podwodniaków Francja – Paryż
- 1964: 3 Międzynarodowy Kongres Podwodniaków Monako – Monako
- 1965: 4 Międzynarodowy Kongres Podwodniaków Włochy
- 1966: 5 Międzynarodowy Kongres Podwodniaków Francja – Paryż
- 1967: 6 Międzynarodowy Kongres Podwodniaków Niemcy – Kolonia
- 1968:      W tym roku kongres był anulowany z powodów politycznych.
- 1969: 7 Międzynarodowy Kongres Podwodniaków Włochy – Sirmione
- 1970: 8 Międzynarodowy Kongres Podwodniaków Francja – Bandol
- 1971: 9 Międzynarodowy Kongres Podwodniaków Niemcy – Hamburg
- 1972: 10 Międzynarodowy Kongres Podwodniaków Włochy – Stresa
- 1973: 11 Międzynarodowy Kongres Podwodniaków Austria – Salzburg
- 1974: 12 Międzynarodowy Kongres Podwodniaków Niemcy – Brest
- 1975: 13 Międzynarodowy Kongres Podwodniaków Monako – Monako
- 1976: 14 Międzynarodowy Kongres Podwodniaków Włochy – San Remo
- 1977: 15 Międzynarodowy Kongres Podwodniaków Francja – Paryż
- 1978: 16 Międzynarodowy Kongres Podwodniaków Austria – Salzburg
- 1979: 17 Międzynarodowy Kongres Podwodniaków Szwajcaria – Konstancja
- 1980: 18 Międzynarodowy Kongres Podwodniaków Włochy – Wenecja
- 1981: 19 Międzynarodowy Kongres Podwodniaków Francja – Lorient
- 1982: 20 Międzynarodowy Kongres Podwodniaków Austria – Villach
- 1983: 21 Międzynarodowy Kongres Podwodniaków Niemcy – Fulda
- 1984: 22 Międzynarodowy Kongres Podwodniaków Włochy – Ravenna
- 1985: 23 Międzynarodowy Kongres Podwodniaków Francja – Deawille
- 1986: 24 Międzynarodowy Kongres Podwodniaków Austria – Baden
- 1987: 25 Międzynarodowy Kongres Podwodniaków Niemcy – Willingen
- 1988: 26 Międzynarodowy Kongres Podwodniaków Wielka Brytania – Portsmouth
- 1989: 27 Międzynarodowy Kongres Podwodniaków Francja – Saint Malo
- 1990: 28 Międzynarodowy Kongres Podwodniaków Włochy – Viaréggio
- 1991: 29 Międzynarodowy Kongres Podwodniaków Austria – Villach
- 1992: 30 Międzynarodowy Kongres Podwodniaków Niemcy – Willingen
- 1993: 31 Międzynarodowy Kongres Podwodniaków Wielka Brytania – Portsmouth
- 1994: 32 Międzynarodowy Kongres Podwodniaków Francja – Wersal
- 1995: 33 Międzynarodowy Kongres Podwodniaków Włochy – Baveno
- 1997: 34 Międzynarodowy Kongres Podwodniaków Niemcy – Friedrichshafen
- 1998: 35 Międzynarodowy Kongres Podwodniaków Wielka Brytania – Harrogate
- 1999: 36 Międzynarodowy Kongres Podwodniaków Francja – Brest
- 2000: 37 Międzynarodowy Kongres Podwodniaków Rosja – Sankt Petersburg
- 2001: 38 Międzynarodowy Kongres Podwodniaków Włochy – Tarent
- 2002: 39 Międzynarodowy Kongres Podwodniaków Niemcy – Passau
- 2003: 40 Międzynarodowy Kongres Podwodniaków Wielka Brytania – Chatham
- 2004: 41 Międzynarodowy Kongres Podwodniaków Ukraina – Odessa
- 2005: 42 Międzynarodowy Kongres Podwodniaków Argentyna – Mar del Plata
- 2006: 43 Międzynarodowy Kongres Podwodniaków Rosja – Moskwa
- 2007: 44 Międzynarodowy Kongres Podwodniaków Francja – Cherbourg
- 2008: 45 Międzynarodowy Kongres Podwodniaków Polska – Gdynia
- 2009: 46 Międzynarodowy Kongres Podwodniaków USA – San Diego
- 2010: 47 Międzynarodowy Kongres Podwodniaków Izrael – Hajfa
- 2011: 48 Międzynarodowy Kongres Podwodniaków Turcja – Stambuł
- 2012: 49 Międzynarodowy Kongres Podwodniaków Ukraina – Kijów
- 2013: 50 Międzynarodowy Kongres Podwodniaków Włochy – Katania
- 2014: 51 Międzynarodowy Kongres Podwodniaków Grecja – Ateny
- 2015: 52 Międzynarodowy Kongres Podwodniaków Wielka Brytania – Portsmouth
- 2016: 53 Międzynarodowy Kongres Podwodniaków Chorwacja – Pula
- 2017: 54 Międzynarodowy Kongres Podwodniaków Rosja – Sankt Petersburg
- 2018: 55 Międzynarodowy Kongres Podwodniaków Polska – Gdańsk
- 2019: 56 Międzynarodowy Kongres Podwodniaków Serbia – Belgrad
- 2020: 57 Międzynarodowy Kongres Podwodniaków Szwecja – Karlskrona

## Wyróżnienia

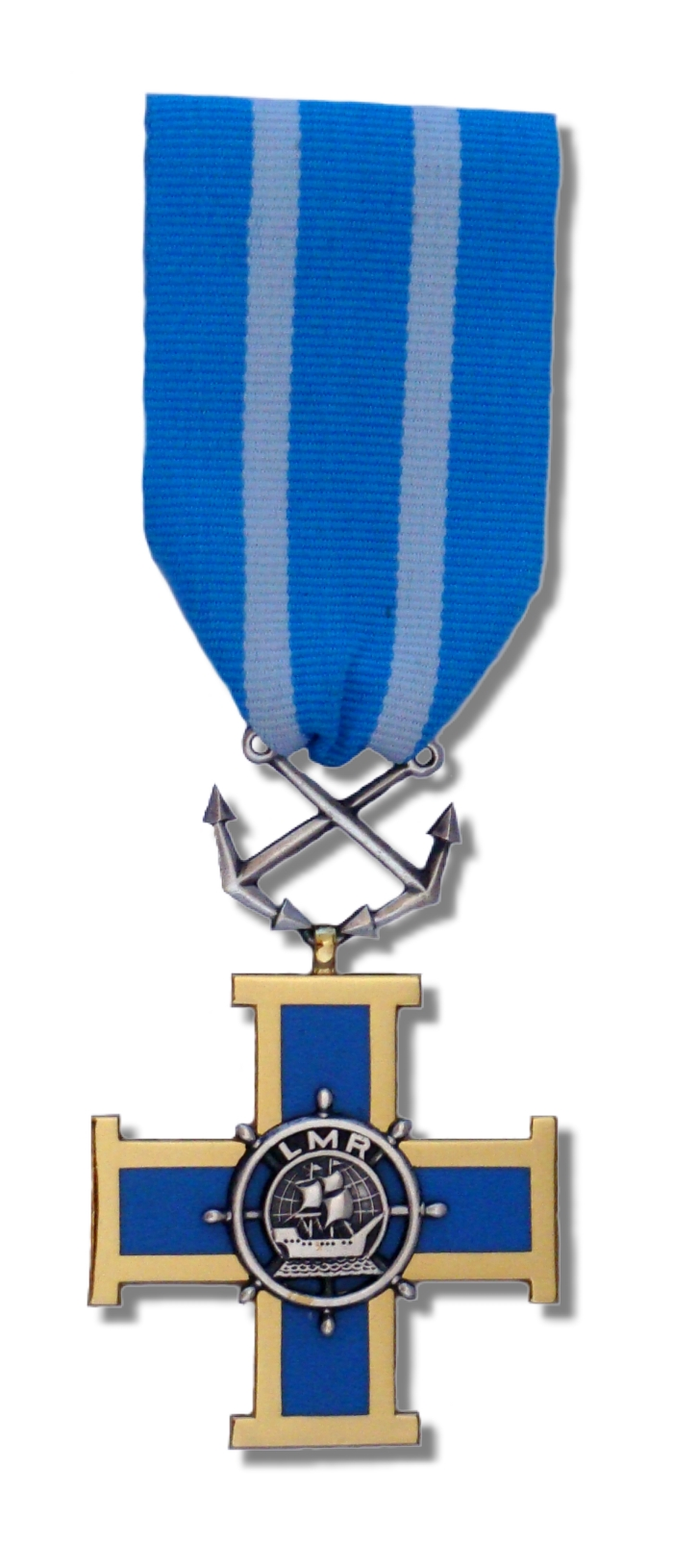
Odznaczenie Ligi Morskiej i Rzecznej - Krzyż „Pro Mari Nostro”

- 2006 – za wybitny wkład w upowszechnianie tradycji i historii polskich okrętów podwodnych oraz integracji środowiska podwodniackiego i ligowego, podczas obchodów Święta Morza w Pucku, Bractwo Okrętów Podwodnych zostało uhonorowane najwyższym odznaczeniem Ligi Morskiej i Rzecznej – Pierścieniem Hallera[1]
- 2011 – za wielki wkład w wychowanie morskie młodych pokoleń, rozwój i umacnianie idei ducha trwania Polski na morzu Prezes Ligi Morskiej i Rzecznej podczas obchodów uroczystości 30-lecia powstania Bractwa uhonorował organizację Krzyżem Pro Mari Nostro
- 2011 – Dowódca Marynarki Wojennej podczas obchodów uroczystości 30-lecia powstania stowarzyszenia odznacza Bractwo Okrętów Podwodnych medalem Medal Za Zasługi dla Marynarki Wojennej